# Fréland
Fréland là một xã thuộc tỉnh Haut-Rhin trong vùng Grand Est, đồng bắc Pháp. Xã này có diện tích 19,74 km², dân số năm 1999 là 1408 người. Khu vực này có độ cao trung bình 430 mét trên mực nước biển.